# Ellen
Ellen (Ellen) è una sitcom statunitense prodotta dal 1994 al 1998 ed interpretata da Ellen DeGeneres. La serie è stata trasmessa negli Stati Uniti d'America da ABC, mentre in Italia è stata trasmessa dal 1º marzo 1999 prima su Rai 3 e poi su Rai 2.

## Trama
La serie è incentrata su Ellen Morgan (personaggio che ricalca molto la personalità della DeGeneres), proprietaria di una libreria. Assieme ai suoi amici, è sempre alla costante ricerca dell'anima gemella.

## Episodi
| Stagione         | Episodi | Prima TV originale | Prima TV Italia |
| ---------------- | ------- | ------------------ | --------------- |
| Prima stagione   | 11      | 1994               | 1999            |
| Seconda stagione | 24      | 1994-1995          | 1999            |
| Terza stagione   | 27      | 1995-1996          | 2000            |
| Quarta stagione  | 25      | 1996-1997          | 2000            |
| Quinta stagione  | 22      | 1997-1998          | 2000            |